# Glafira Alymova
Glafira Ivanovna Alymova, född 1758, död 14 april 1826 i Moskva, var en rysk hovdam och harpist.
Alymova var dotter till överste Ivan Akinfijevitj Alymov. Hon utbildades vid Smolnyjinstitutet som Katarina den storas skyddsling och uppmärksammades för sin musikaliska talang. År 1776 tog hon examen, dekorerades med guldmedalj som en av institutets fem bästa elever och blev sedan hovdam hos Katarina. Alymova var först gift med författaren Rzjevskij, vice direktör för vetenskapsakademien, och därpå med översättaren Maskle, senare rysk konsul i Nice.
Glafira Alymova betraktades som den främsta harpisten i Ryssland. Hon dekorerades av Katarina med St. Katarinaorden.

### Webbkällor
- http://www.abcgallery.com/L/levitzky/levitzkybio.html